# Search/サーチ2
『search/#サーチ2』（原題: Missing）は、2023年アメリカ合衆国で公開されたスリラー映画。『search/サーチ』の続編。
前作同様、全編デジタル機器の画面上で描かれるスクリーンライフ映画であり、舞台も前作後の世界だが、ストーリーや登場人物は一新されている。

## あらすじ
デジタルネイティブ世代の女子高生が、コロンビア旅行中に失踪した母を、ネットを駆使して捜索する。しかし、事態は予想外の展開を迎える。

## キャスト
※括弧内は日本語吹替
- ジューン・アレン / ストーム・リード（種崎敦美）[9]

主人公。ロサンゼルスのヴァンナイズに住む18歳の女子高生。
- グレイス・アレン / ニア・ロング（藤貴子）[10]

ジューンの母。シングルマザー。
- ハビエル・ラモス / ジョアキム・デ・アルメイダ（宝亀克寿）[10]

コロンビアのカルタヘナに住む中年男性。ギグワーカー。
- ケヴィン・リン / ケン・レオン（木内秀信） [10]

グレイスの恋人。ビジネスマン。
- ヘザー・ダモア / エイミー・ランデッカー（木下紗華）

グレイスの知人。弁護士。
- イライジャ・パーク / ダニエル・ヘニー（小野大輔） [10]

FBI捜査官。
- ヴィーナ / ミーガン・スリ（英語版）（ファイルーズあい）

ジューンの友人。
- ジェームズ / ティム・グリフィン（英語版）（志村知幸）

ジューンの父。
その他日本語吹替声優: 長縄まりあ、野津山幸宏、河村梨恵、山岸治雄、広瀬裕也、渡辺ゆかり、泊明日菜、相馬康一、池田海咲、堀総士郎、東内マリ子、小林さとみ、虎島貴明、反町有里、内野孝聡

## 制作・公開
監督・脚本はウィル・メリックとニック・ジョンソン（二人とも本作が初監督、前作では編集を担当）。原案・制作はアニーシュ・チャガンティ（前作では監督・脚本）とセヴ・オハニアン（前作では共同脚本・制作）。2020年公開の『RUN/ラン』とも制作陣が共通する。本作には『RUN/ラン』と繋がる要素もある。
制作はCOVID-19パンデミックの中で始まった。コロンビアでの国外ロケも行われた。作中のデジタル機器の画面は、実際の画面の録画ではなく、Photoshop等で作られたアニメーションである。また前作同様、多様な人種が登場する。
2023年1月、北米で劇場公開された。評価はRotten Tomatoesでは好評88%、メタスコアでは66点で"generally favorable"だった。

### 日本
日本では、2023年3月に「#ソニピク謎試写」として、タイトル等の事前情報を伏せた試写会が行われた後、4月より全国公開した。11月よりAmazon Prime Video等で配信開始した。
前作同様、台詞字幕に加え、画面上のテキスト等に対する「見せ字幕」も多く使われた。一般的な作品の見せ字幕が20～30枚程度なのに対し、本作は約560枚に及んだ（前作は約410枚）。
本作は前作と異なり、字幕版だけでなく吹替版も劇場上映された。